# Ursula Wienen
Ursula Wienen (* 1965 in Neuss) ist eine deutsche Sprach- und Übersetzungswissenschaftlerin. Sie lehrt als Professorin an der Technischen Hochschule Köln (vormals Fachhochschule Köln), Fakultät für Informations- und Kommunikationswissenschaften, Institut für Translation und Mehrsprachige Kommunikation.

## Leben
Nach dem Abitur 1984 in Neuss absolvierte Wienen eine kaufmännische Ausbildung bei Thyssen in Düsseldorf, wo sie bis 1989 arbeitete. 1989 begann sie ein Übersetzerstudium mit den Sprachen Französisch und Spanisch an der Technischen Hochschule Köln, das sie 1993 mit dem Diplom abschloss. Für ihre Leistungen wurde sie mit dem Preis des Bundesverbands der Dolmetscher und Übersetzer e.V. (BDÜ) für den besten Übersetzerabschluss der FH 1993 ausgezeichnet. Im Anschluss daran studierte sie an der Universität zu Köln Romanistik mit den Sprachschwerpunkten Französisch und Spanisch sowie Allgemeine Sprachwissenschaft und erlangte 2002 den Magisterabschluss. Von 1995 bis 2002 war sie darüber hinaus Geschäftsführerin der Firma ProLogos Sprachendienste in Köln. Von 2002 bis 2007 arbeitete sie als wissenschaftliche Mitarbeiterin am Lehrstuhl für Romanische Übersetzungswissenschaft der Universität des Saarlandes, wo sie 2006 bei Alberto Gil zum Thema Zur Übersetzbarkeit markierter Kohäsionsformen promovierte. Im November 2007 erfolgte die Berufung auf die Professur „Französische Sprach- und Übersetzungswissenschaft mit dem Schwerpunkt Fachübersetzen“ an der Technischen Hochschule Köln. Von 2008 bis 2010 übernahm sie zudem Lehraufträge an der Rheinischen Friedrich-Wilhelms-Universität Bonn sowie von 2014 bis 2015 an der Universität zu Köln (Rechtslinguistik; Romanistik). 2016 erfolgte die Habilitation an der Universität des Saarlandes zum Thema Translation von Fachsprache in literarischen Texten und die Erlangung der Venia Legendi für Romanische Sprach- und Übersetzungswissenschaft.

## Publikationen (Auswahl)

### Monographien
- Translation von Fachsprache in literarischen Texten. Ein deutsch-romanischer Vergleich, Röhrig, St. Ingbert 2017
- Zur Übersetzbarkeit markierter Kohäsionsformen. Eine funktionale Studie zum Kontinuum von Spaltadverbialen und Spaltkonnektoren im Spanischen, Französischen und Deutschen. Peter Lang, Frankfurt 2006 (Dissertation Universität des Saarlandes).

### Mitherausgeberschaften
- mit Barbara Ahrens, Silvia Hansen-Schirra, Monika Krein-Kühle, Michael Schreiber (Hrsg.): Translationswissenschaftliches Kolloquium 3. Beiträge zur Übersetzungs- und Dolmetschwissenschaft (Köln-Germersheim). Peter Lang, Frankfurt 2014 [Publikationen des Fachbereichs Translations-,Sprach- und Kulturwissenschaft FTSK der Johannes Gutenberg-Universität Mainz in Germersheim]
- mit Laura Serge, Vahram Atayan (Hrsg.): Fachsprache(n) in der Romania – Entwicklung, Verwendung, Übersetzung. Frank & Timme, Berlin 2013 [Forum für Fachsprachen-Forschung, 111].
- mit Monika Krein-Kühle, Ralph Krüger (Hrsg.): Kölner Konferenz zur Fachtextübersetzung. Peter Lang, Frankfurt 2013
- mit Ahrens, Barbara/Hansen-Schirra, Silvia/Krein-Kühle, Monika/Schreiber, Michael (Hrsg.): Translationswissenschaftliches Kolloquium 2. Beiträge zur Übersetzungs- und Dolmetschwissenschaft (Köln-Germersheim). Peter Lang, Frankfurt 2012
- mit Vahram Atayan (Hrsg.): Sprache – Rhetorik – Translation. Festschrift für Alberto Gil zu seinem 60. Geburtstag. Peter Lang, Frankfurt 2012
- mit Matthias Bauer, Rüdiger Pfeiffer-Rupp, Claudia Sasse (Hrsg.): Sprache, Literatur, Kultur: Translatio delectat. Festschrift für Lothar Černý zum 65. Geburtstag. LIT, Münster 2011
- mit Vahram Atayan (Hrsg.): Ironie et un peu plus. Hommage à Oswald Ducrot pour son 80ème anniversaire. [Akten der Sektion „J'ironise donc je suis“ des 31. Romanistentags 2009 in Bonn.] Peter Lang, Frankfurt 2010
- mit Alberto Gil (Hrsg.): Multiperspektivische Fragestellungen der Translation in der Romania. Hommage an Wolfram Wilss zu seinem 80. Geburtstag. Peter Lang, Frankfurt 2007

### Aufsätze (Auswahl)
- (2013): "'Ce sont, pour ainsi dire, des oiseaux imparfaits.' Zur Übersetzung sprachlicher Strategien der Popularisierung am Beispiel der Verwendung von 'pour ainsi dire' in Buffons Histoire naturelle des oiseaux", in: Sergo, Laura/Wienen, Ursula/Atayan, Vahram (Hrsg.), Fachsprache(n) in der Romania – Entwicklung, Verwendung, Übersetzung, Berlin: Frank & Timme [Forum für Fachsprachen-Forschung 111], 287–306.
- (2012): "Syntax und Translation im religiösen Kontext. Zur Verwendung von 'aber' in Nacherstposition bei Romano Guardini", in: Atayan, Vahram/Wienen, Ursula (Hrsg.): Sprache – Rhetorik – Translation. Festschrift für Alberto Gil zu seinem 60. Geburtstag, Frankfurt am Main u. a.: Peter Lang, 399–410.
- (2011) "Ironie und Fachsprache", in: Bauer, Matthias/Sasse, Claudia/Pfeiffer-Rupp, Rüdiger/Wienen, Ursula (Hrsg.): Sprache, Literatur, Kultur: Translatio delectat. Festschrift für Lothar Černý zum 65. Geburtstag, Münster i. W.: LIT, 47–61.
- (2011): "Translatorische Dimensionen der Fachsprachenverwendung in literarischen Texten am Beispiel zweier Romane Jules Vernes", in: Lavric, Eva/Pöckl, Wolfgang (Hrsg.): Comparatio delectat. Akten der VI. Internationalen Arbeitstagung zum romanischdeutschen und innerromanischen Sprachvergleich, Teil 2, Frankfurt am Main u. a.: Peter Lang, 815–829.
- (2010) "Ironie in der Translation. Sprachliche Strategien der Gesellschaftskritik in B. Travens Roman 'Die weiße Rose', in: Atayan, Vahram/Wienen, Ursula: Ironie et un peu plus. [Akten der Sektion "J'ironise donc je suis" des XXXI. Romanistentags 2009 in Bonn], Frankfurt am Main u. a.: Peter Lang, 251–265.
- (2010): "La cohésion comme paramètre décisif de la traduction spécialisée: l’exemple de la reprise-commentaire (français – allemand), in: Dufter, Andreas/Jacob, Daniel (Hrsg.), Syntaxe, structure informationnelle et organisation du discours dans les langues romanes, Frankfurt am Main u. a.: Peter Lang [Studia Romanica et Linguistica], S. 215–227.
- (2009): "'Ici je suis homme, ici j’ose l’être.' Geflügelte Worte aus Goethes 'Faust' in französischer Übersetzung", in: Gramatzki, Susanne et al. (Hrsg.): Trennstrich oder Brückenschlag? Über-Setzen als literarisches und linguistisches Phänomen. [Beiträge zum 20. Forum Junge Romanistik. Wuppertal, 2.–5. Juni 2004], Bonn: Romanistischer Verlag, S. 73–88.
- (2009): "Jean-Jacques Rousseaus Briefe über die Botanik im Spiegel ihrer deutschen Übersetzungen. Ein Beitrag zur kulturellen Prägung der Fachübersetzung", in: Gil, Alberto/Schmeling, Manfred (Hrsg.): Kultur übersetzen: Zur Wissenschaft des Übersetzens im deutsch-französischen Dialog, Akademie Verlag, Berlin, S. 55–69.
- (2007): "Textkohäsion und Informationsstruktur in der Fachübersetzung. Zur Umsetzung des französischen Gérondif in deutschen Urteilsversionen des Europäischen Gerichtshofs", in: Gil, Alberto/Wienen, Ursula (Hrsg.), Multiperspektivische Fragestellungen der Translation in der Romania. Hommage an Wolfram Wilss zu seinem 80. Geburtstag. Peter Lang, Frankfurt, S. 269–295.
- (2007): "'Voilà donc le noyau du barbet.' Frases célebres del Fausto en sus traducciones al francés", in: Atayan, Vahram/Pirazzini, Daniela/Sergo, Laura/Thome, Gisela (Hrsg.), Übersetzte Texte und Textsorten in der Romania. Akten der gleichnamigen Sektion des XXVIII. Deutschen Romanistentags,  Peter Lang, Frankfurt, S. 159–177 (s. a. Saarland Working Papers in Linguistics (SWPL), Internet-Adresse: scidok.sulb.unisaarland.de/).

### Aufsätze in Zusammenarbeit mit anderen Autoren
- Girard de Pindray, Julie/Schröpf, Ramona/Wienen, Ursula (2015): "Fachsprache in Synchronisation und Untertitelung", in: Lavric, Eva/Pöckl, Wolfgang: Comparatio delectat II. Akten der VII. Internationalen Arbeitstagung zum romanisch-deutschen und innerromanischen Sprachvergleich, Innsbruck, 6.–8. September 2012, Teil, Frankfurt am Main: Peter Lang, 751–765.
- Atayan, Vahram/Wienen, Ursula (2014): "Inferential cleft constructions in translation. French 'c'est que' in political texts", in: De Cesare, Anna-Maria (Hrsg.), Frequency, forms and functions of Cleft Constructions in Romance and Germanic. Contrastive, corpus-based studies, Berlin/Munich/Boston: de Gruyter Mouton [Trends in Linguistics], 345–375.
- Schmid, Judith/Wienen, Ursula (2014): "Fachsprache des Bergbaus und ihre Übersetzung in literarischen Texten. Am Beispiel von Emile Zolas 'Germinal'", in: Ahrens, Barbara/Hansen-Schirra, Silvia/Krein-Kühle, Monika/Schreiber, Michael/Wienen, Ursula (Hrsg.) (2014): Translationswissenschaftliches Kolloquium III. Beiträge zur Übersetzungs- und Dolmetschwissenschaft (Köln-Germersheim), Frankfurt am Main u. a.: Peter Lang (FTSK. Publikationen des Fachbereichs Translations-, Sprach- und Kulturwissenschaft der Johannes Gutenberg-Universität Mainz in Germersheim), S. 45–61.
- Wienen, Ursula/Atayan, Vahram (2013): "Kohäsion im Fachtext: die inferentielle c'est-que-Konstruktion in Übersetzungen von Ferdinand de Saussures 'Cours de linguistique générale'", in: Krein-Kühle, Monika/Wienen,  Ursula/Krüger, Ralph (Hrsg.), Kölner Konferenz zur Fachtextübersetzung, Frankfurt am Main u. a.: Peter Lang, 253–268.
- Atayan, Vahram/Gil, Alberto/Wienen, Ursula (2010): "'Saarbrücker Übersetzungsbibliographie' – un outil de recherche sur la traduction et l'interculturalité dans une perspective historique", in: Iliescu, Maria/Siller-Runggaldier, Heidi M./Danler, Paul (Hrsg.): Actes du XXVe Congrès International de Linguistique et de Philologie Romanes. Innsbruck, 3 – 8 Septembre 2007, Tome 1, Berlin u. a.: De Gruyter, 509–518.
- Atayan, Vahram/Gil, Alberto/Wienen, Ursula (2007): "Neue elektronische Recherchemöglichkeiten für die historisch orientierte Übersetzungsforschung", in: magazin forschung, Universität des Saarlandes 2/2007, S. 25–30.